# Henri Temple
L'Henri Temple (Montpeller, 1945) és un polític i un escriptor francès. També fa d'advocat i de professor de dret. Ha estudiat a Montpeller i ha treballat a Montpeller, Perpinyà i Abidjan, a la Costa d'Ivori. És secretari de la secció Llenguadoc-Rosselló del partit Debout la République. Amb aquest partit es presenta com a cap de llista a les eleccions regionals franceses de 2010 per a Llenguadoc-Rosselló. Debout la République és un partit de dretes gaullista, sobiranista i euroescèptic.